# El Cóndor Pasa
Az El Cóndor Pasa eredetileg egy perui zarzuela egyik zenéje, amit Daniel Alomía Robles az Andok lakóinak népzenéje alapján írt 1913-ban.
A dal az egyik legismertebb perui eredetű zenedarab: becslések szerint több, mint 4000 dallamváltozata és háromszáznál is több szövegváltozata ismert világszerte.
1960-ban a Los Incas perui együttes egy koncerten előadta Párizsban, ahol jelen volt Paul Simon, aki lejegyezte, majd új szöveggel 1970-ben megjelent Simon és Garfunkel Bridge Over Troubled Water című lemezén El Condor Pasa (If I Could) címmel. A dal örökzölddé vált.
Maga Paul Simon meg volt győződve arról, hogy a dal népdal, de az album megjelenése után a szerző fia jelentkezett és igazolta apja szerzeményét.
2004-ben Peru a dalt nemzeti öröksége részének nyilvánította.
|  |  |

## Fordítás
Ez a szócikk részben vagy egészben  a(z)   Полёт кондора (песня) című orosz Wikipédia-szócikk ezen változatának fordításán alapul.  Az eredeti cikk szerkesztőit annak laptörténete sorolja fel. Ez a jelzés csupán a megfogalmazás eredetét és a szerzői jogokat jelzi, nem szolgál a cikkben szereplő információk forrásmegjelöléseként.